# Bătăliile de la Barfleur și de la La Hougue
Bătăliile de la Barfleur și de la La Hougue au avut loc între 29 mai și 4 iunie Stil nou (SN), 1692 (19–24 mai Stil vechi (SV) Calendarul iulian folosit atunci în Anglia).
Prima bătălie a avut loc la Barfleur; lupte ulterioare au avut loc la Cherbourg și Saint-Vaast-la-Hougue în peninsula Cotentin din Normandia, Franța. A fost principala bătălie navală din Războiul Ligii de la Augsburg (numit și Războiul de 9 ani), cunoscut in Anglia ca Războiul de Succesiune la Tronul Angliei. Bătălia însăși a fost indecisă, dar apoi, când flota franceză nu a putut găsi un port sigur, a pierdut 15 nave în atacurile de la Cherbourg și La Hogue. Acest lucru a asigurat supremația anglo-olandeză în Canal pentru câțiva ani, dar adevărata decizie a fost luată de guvernele de la Londra și Versailles. Guvernul de la Londra a decis să își asigure avantajul prin construirea mai multor nave. Versailles a decis să se concentreze pe războiul continental.

## Strategia navală franceză
Flota franceză își asigurase pentru o scurtă perioadă controlul Canalului prin victoria din iulie 1690. După aceea nu s-a întreprins nimic, cu excepția unui mic raid pe coasta engleză. Pierderea Irlandei în octombrie 1691 a însemnat eșecul strategiei flotei franceze. În 1692 regele Ludovic XIV voia totuși să îl determine pe William III să părăsească continentul, pregătind o invazie a Irlandei. În acest scop au fost concentrați 12.000 soldați în peninsula Cotentin sub comanda mareșalului de Bellefonds. La întoarcerea din Mediterană Vice-amiralul D’Estrées ar fi trebuit să îi escorte peste Canal cu 12 nave de linie. Între timp Tourville i-ar ține ocupați pe inamici cu 60 de nave de linie.
Francezii știau foarte bine că flotele olandeză și engleză din Canal erau mai mari și că în situații normale o astfel de operațiune s-ar putea sfârși cu un dezastru. Experiența de la Beachy Head, asigurările lui Iacob II și probabil contactul efectiv cu trădătorii, l-au determinat pe Ludovic XIV să creadă că este îndoielnic că flota engleză va lupta efectiv.
Rezultatul Bătăliei de la Beachy Head, lupta internă pentru putere de la Versailles și neștiința generală a guvernului în materie de problemele navale au condus și ele guvernul francez către o impresie extrem de falsă asupra stării adevărate a situației navale. Această impresie poate fi rezumată astfel: o interpretare greșită a balanței reale de putere din 1690 și 1691; impresia că Tourville era prea precaut sau incompetent; necunoașterea mărimii flotei aliate în 1692 în comparație cu flota lor din 1690. În bătălia din 1690 francezii au profitat de înfruntarea unei mici și nehotărâte părți ale flotei aliate, dar dacă aceasta ar fi luptat, nu ar fi fost în mod obligatoriu mai slabă ca flota franceză. După aceea Tourville a avut de înfruntat o flotă mult mai puternică, dar acest lucru nu era în concordanță cu părerea că francezii au slăbit flota aliată. În cele din urmă numărul total al navelor active din flota aliată nu s-a schimbat prea mult și nu era prea evident să presupui că în 1692 navele aliate erau mult mai puternice. Toate acestea l-au determinat pe Ludovic XIV să îi dea lui Tourville ordinul de a se lupta cu inamicul indiferent dacă este „slab sau puternic”.

## Strategia navală anglo-olandeză
Strategia anglo-olandeză era pur și simplu de a ataca orice corabie franceză care intră în Canal. În acest scop navele engleze erau echipate tot timpul și noi nave au început să se alăture flotei. Olandezii au echipat nave pentru a înlocui pierderile din 1690. Din cauza acestor eforturi și a concentrării flotei aliate, flota engleză era numeric aproape de două ori mai puternică decât a fost la Beachy Head, iar olandezii intenționau să fie cu peste 50 % mai puternici decât atunci. Acestea erau totuși doar numerele. Din punct de vedere calitativ, și olandezii și englezii foloseau nave mai grele. La Beachy Head aveau 10 nave cu 3 punți de tunuri. La Barfleur vor fi 25 de nave cu 3 punți (9 olandeze și 16 engleze).
La fel cum Ludovic XIV spera la trădare, și anglo-olandezii se temeau de ea. Regina Maria a II-a a arestat o mulțime de persoane și 8 ofițeri din flota engleză. La 25 mai 1692 o mulțime de ofițeri superiori din flota engleză au făcut dovada loialității lor semnând o declarație la bordul navei Britannia. Nu se știe dacă acest lucru a potolit o potențială răscoală serioasă în flotă sau dacă s-a întâmplat din cauza ordinelor pe care le-a primit Tourville.

## Preambul

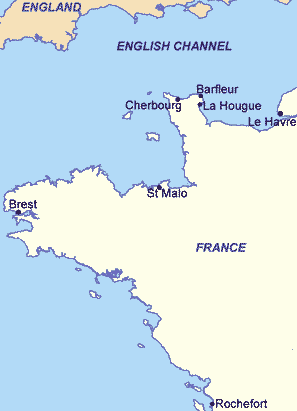
Locul bătăliilor din nordul Franței.

În luna mai 1692 flota franceză de 44 de nave de linie, comandată de amiralul Anne Hilarion de Costentin, conte de Tourville, se pregătea să transporte o armată de invazie alcătuită din trupe franco-irlandeze pentru a-l repune pe Iacob al II-lea pe tronul Angliei. Deși Tourville se afla la comanda flotei, deciziile strategice urmau să fie luate de către Iacob al II-lea, François d’Usson de Bonrepaus și Bernardin Gigault de Bellefonds. Victoria franceză de la Bătălia de la Beachy Head obținută cu doi ani în urmă, în iunie 1690, deschisese posibilitatea distrugerii flotei aliate și debarcării unei armate de invazie.
Regele Ludovic al XIV-lea și ministrul său naval, Contele Pontchartrain, plănuiau să debarce o armată în Anglia și să-l repună pe tron pe Iacob al II-lea. Inițial plănuiau să lanseze invazia în aprilie 1692 înainte ca flotele engleză și olandeză să iasă pe mare și să se unească. Trupele au fost concentrate la Saint-Vaast-la-Hogue iar cavaleria și artileria urmau să fie îmbarcate pe navele de transport la Le Havre. Tourville urma să aducă flota franceză de la Brest și să adune navele de transport și trupele, apoi să învingă flota engleză și să debarce armata în Anglia.
Totuși, flota franceză nu a putut fi adunată la timp; D’Estrees și flota din Toulon, plecați cu 13 nave din Toulon la începutul lunii mai, au fost întorși din drum în strâmtoarea Gibraltar la 18 mai, pierzând 2 nave în furtună (reușind să ajungă în Canal abia după bătălie), iar Villette-Mursay cu escadra din Rochefort a întârziat. A fost nevoie să fie lăsate la Rochefort cinci nave sub comanda Marchizului de La Porte. Flota din Brest a lui Tourville avea echipajele incomplete iar când a ridicat ancora, la 29 aprilie, a fost nevoit să lase în port 20 de nave sub Chateau-Renault. Flota sa a fost întârziată din nou de vânturile adverse și a ajuns în rada Berteaume abia la 2 mai.
Tourville intră în Canal cu 37 de nave de linie, însoțit de 7 nave incendiare, plus fregate, nave de recunoaștere și de transport. La 15 mai i s-a alăturat Villette și escadra din Rochefort, cu 7 nave de linie și nave auxiliare, mărind flota combinată a lui Tourville la 44 de nave de linie, plus nave auxiliare în total 70–80 de ambarcațiuni.
Între timp flota aliată se aduna la St. Helens lângă Insula Wight; vice-amiralul Escadrei Roșii Sir Ralph Delaval sosise la St. Helens la 8 mai; a doua zi i s-a alăturat Richard Carter, care fusese în vestul Canalului escortând un convoi și ducând trupe în Guernsey. Olandezii trimiseseră o flotă din Texel sub Almonde din aprilie, care se îndrepta sper sud. Amiralul Escadrei Albastre Sir John Ashby ridică ancora de la Nore la 27 aprilie. Amiralul Flotei Sir Edward Russell a fost întârziat până la 29 aprilie, dar câștigă timp făcând un pasaj riscant prin canalul Gull. El îl întâlni pe Almonde la Downs și o altă escadră olandeză la Dungeness, ajungând la St. Helens în a doua săptămână a lunii mai. Alte detașamente li s-au alăturat în următoarele zile, până la 14 mai, când Russell avea o forță de peste 80 de nave de linie, plus nave auxiliare. Astfel la 14 mai, când flota aliată era deja asamblată, era deja pierdut scopul strategic al francezilor de a acționa cu o forță concentrată în timp ce aliații erau împrăștiați.
Totuși, Ludovic al XIV-lea îi dăduse lui Tourville ordine stricte de a căuta lupta, puternic sau slab, iar acesta a făcut-o.

## Bătălia de la Barfleur
În dimineața din 19/29 mai 1692 flotele s-au văzut una pe cealaltă de cum a dat lumina, lângă Capul Barfleur din peninsula Cotentin.
La vederea flotei aliate, pe la ora 6 am, Tourville a ținut un consiliu de război cu căpitanii săi; sfatul său personal era să nu lupte; dar Tourville se simțea obligat de ordinele stricte ale regelui de a se angaja în luptă. Mai spera totuși la fuga din flota engleză a căpitanilor cu simpatii iacobite, dar din acest punct de vedere a rămas dezamăgit.
Cu briza ușoară de Sud-Vest flotele s-au apropiat încet, Russell dinspre Nord-Est, Tourville cu avantajul vântului, dinspre Sud-Vest, pentru a aduce linia sa de bătaie în contact la tribord cu flota lui Russell. Din cauza calmului abia la ora 11 am, 5 ore după ce s-au văzut prima oară, cele două flote erau în raza fiecăreia.

### Alcătuirea flotelor
Linia franceză era condusă de Escadra Albastră și Albă, 14 nave de linie în 3 divizii sub amiralii Nesmond, d’Amfreville și Relingue. Lor li se opunea Escadra Albă olandeză de 26 nave de linie sub Almonde, alcătuită și ea din 3 divizii sub Van der Putte, Gilles Schey și Callenburgh.
În centru, Escadra Albă franceză (16 nave sub Villette-Mursay, Tourville și Langeron) se opunea Escadrei Roșii engleze (27 de nave sub Delaval, Russell și Shovell). În ariergardă, Escadra Albastră franceză (14 nave sub Coetlogon, Gabaret și Pannetier) înfrunta Escadra Albastră engleză (29 de nave sub Carter, Asby și Rooke).
Tourville își întări centrul, Escadra Albă comandată de el, aducând divizia lui Coetlogon în față pentru a angaja Escadra Roșie a lui Russell aproximativ în numere egale, în timp ce refuză și extinse linia Escadrei sale Albe pentru a o împiedica să fie întoarsă și copleșită de numerele superioare; restul Escadrei sale Albastre o ținu înapoi și pentru a păstra avantajul vântului.
Russell răspunse întârziind focul cât mai mult posibil, pentru a permite flotei franceze să se apropie; Almonde încerca să își extindă linia pentru a învălui avangarda franceză, în timp ce Ashby era încă depărtat și încerca să se apropie. Cele două flote intrară în raza tunurilor la 11 am, dar ambele și-au întârziat focul în următoarele 15 minute, până când Saint Louis (nr 4 in Escadra Albastră și Albă franceză) a tras asupra navei opuse; după aceea canonada a devenit generală în susul și în josul liniei.

### Dimineața
11 am – 1 pm
În următoarele ore escadrele Albă a lui Tourville și Roșie a lui Russell au fost angajate de aproape, provocându-și reciproc distrugeri considerabile. Centurion 50 (Roșu 7) a fost angajată în luptă de Ambitieux 96 (Alb 7, nava lui Villette) și avariată sever; Chester 50 (Roșu 12) s-a dovedit inferioară tunurilor lui Glorieux 64 (Alb 8) și a trebuit să se retragă; Eagle 70 (Roșu 11) a fost forțată să iasă din linie, cu 70 de morți, pentru a-și repara avariile, dar s-a întors în luptă după reparațiile urgente; în timp ce Grafton 70 (Roșu 18) a avut 80 de victime, dar a putut continua lupta.
De partea franceză, Soleil Royal 104 (Alb 10, nava lui  Tourville) a fost angajată în luptă de 3 nave englezești, Britannia 100 (Roșu 14, nava lui Russell) sprijinită de London 96 (Roșu 15) și de St.Andrew 96 (Roșu 13); ea a fost avariată sever și forțată la un moment dat să iasă din linie; Perle 52 (Alb 7) a fost străpunsă de ghiulele prin toate părțile și a pierdut peste o treime din echipaj. Henri 64 (Alb 2) și Fort 60 (Alb 1) au fost avariate serios încercând să mențină linia între Escadrele Albă și Albastră și cea Albă, pentru a împiedica apariția unei găuri; Henri a fost bombardată până când nu a mai putut lupta și a scăpat fără să fie capturată când Villette a trimis șalupe pentru a o tracta în siguranță; echipajul de pe Fort a fost obligat să folosească vâslele pentru a scoate nava din linie ca să ia o pauză.

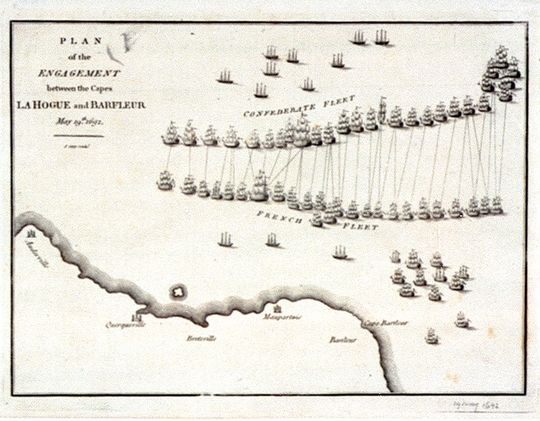
Gravură din secolul al XVII-lea reprezentând planul bătăliei și apropierea flotelor

### După-amiaza
1 pm
Pe la 1 pm vântul, care până atunci abia suflase dinspre sud-vest, s-a întețit și s-a schimbat la dinspre est. Acest lucru dădu avantajul vântului aliaților, care au proitat imediat de el. Shovell văzu o gaură în linia franceză înaintea sa și a virat spre ea; nava sa Royal William 100 (Roșu 23) a pătruns pentru a angaja Escadra Albă franceză pe ambele părți. El fu urmat de restul diviziei sale, în timp ce Kent 70 (Roșu 22) și St.Albans 50 (Roșu 21), care se aflau înaintea sa în linie, întoarseră roată pentru a o urma pe Royal William prin breșă.
Hampton Court 70 și Swiftsure 70 (Roșu 19 și 20), care erau înaintea acestora, au rămas în vânt față de francezi și s-au alăturat diviziei lui Russell. Carter, cu divizia din avangarda Escadrei Albastre, a văzut acțiunea lui Shovell și l-a urmat și el, dublând linia franceză cu o duzină de nave.
În avangardă, vântul i-a permis lui Almonde să depășească și apoi să învăluie linia franceză; Nesmond a răspuns virând și el cu toată divizia sa în vânt, astfel că în următoarele câteva ore Escadra Albastră și Albă franceză se află perpendicular pe centru (Escadra Albă).
Acțiunea lui Shovell a adus navele lui Tourville sub foc din ambele părți; Soleil Royal a fost în mod special presată până când Coetlogon, cu Magnifique 86 (Albastru 3) și Prince 56 (Albastru 2) s-au interpus.
3 pm
La ora 3 linia franceză era curbată în vânt precum un cârlig de pescuit; Escadra Albastră și Albă era întoarsă cu spatele la centru, cu olandezii extinzându-se în jurul lor. Când Prince 56 (Albastru 2, divizia lui Coetlogon) a fost angajată intens pe ambele laturi, cu o a treia navă la pupă, a fost salvată de Monarque 90, nava lui Nesmond.
În centru, Coetlogon și Tourville erau angajați pe ambele părți de către Shovell și Russell, în timp ce Carter era opus de diviziile franceze din ariergardă. Către Est, Ashby și Rooke se străduiau să intre în acțiune.
4 pm
La ora 4 vântul căzuse, marea devenind plată, iar vizibilitatea scădea din cauza fumului luptei. Focul continuu tindea să îndepărteze una de cealaltă navele angajate, oferind un respiro, de vreme ce ambele părți deveneau epuizate.
În avangardă, Nesmond a continuat să întoarcă deoarece Almonde continua să îl depășească și să întoarcă linia, dar ambele părți au folosit șalupe pentru a tracta navele în poziție, în timp ce în ariergardă Ashby folosea și el șalupe pentru a își aduce Escadra Albastră în luptă. Totuși, în vizibilitatea slabă el nu l-a putut vedea pe Carter, vice-amiralul său, care era într-o poziție avantajoasă alături de Shovell dincolo de linia franceză, așa că a înaintat: el a continuat să se îndrepte spre Escadra Albastră franceză, care se afla la Nord de acțiunea principală.
5 pm
La ora 5 escadrele centrale au reintrat în luptă; Russell a folosit bărcile pentru a-și tracta navele înapoi în acțiune. Ceața s-a ridicat, curățată de o briză ușoară. Pe măsură ce vântul se întețea, Tourville se îndrepta spre nord-vest către Carter, pentru a ieși din încercuire. Russell îl urmări până când vântul, imprevizibil toată ziua, căzu și se apropie încă o dată ceața.

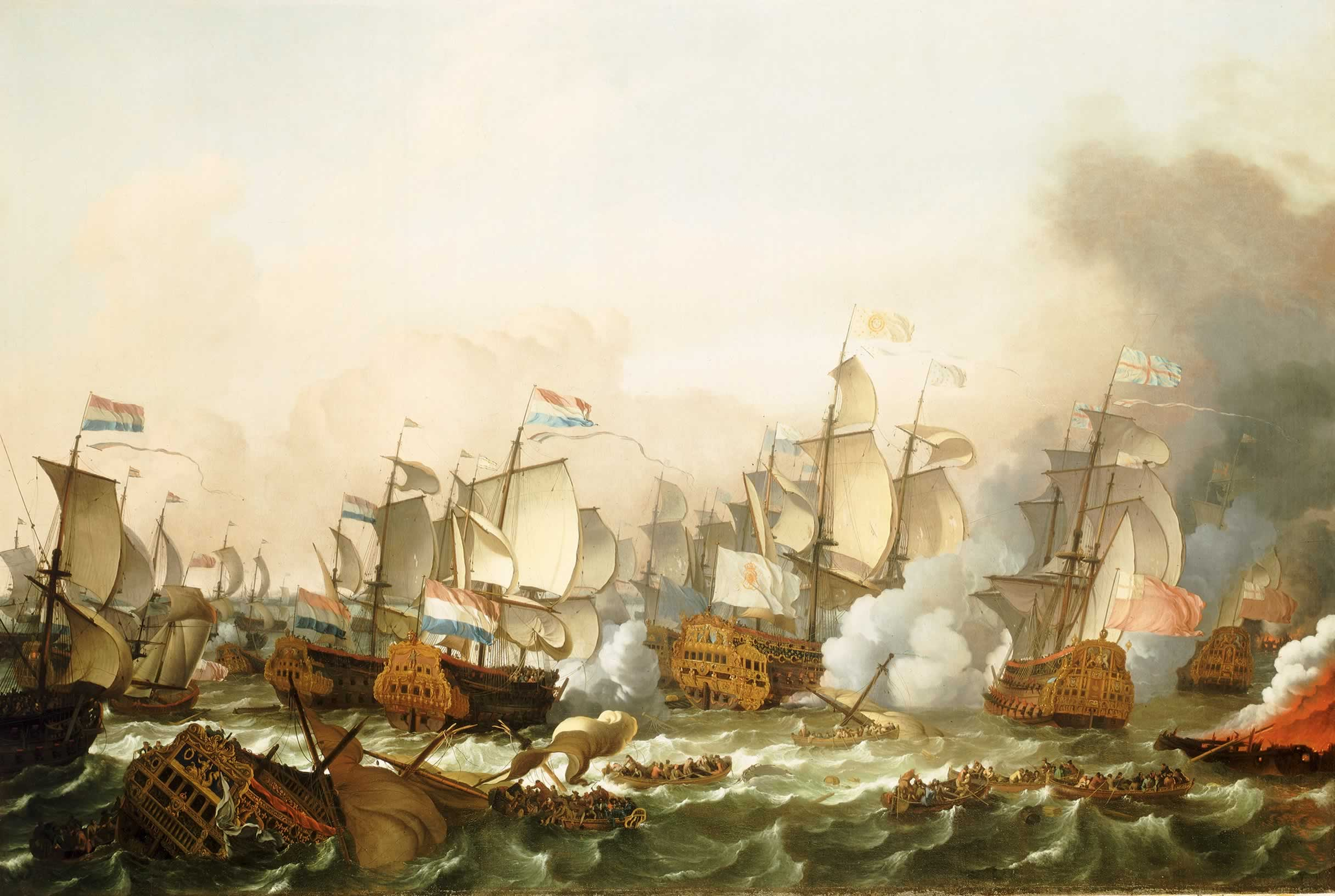
Soleil Royal încadrată de o navă cu trei punți olandeză și de o alta, engleză, pictură de Ludolf Bakhuizen

### Seara
6 pm
Pe la ora 6 mareea începu să se schimbe; încercând să profite de acest lucru și amintindu-și cum au scăpat englezii după Bătălia de la Beachy Head din urmă cu 2 ani, Tourville își ancoră navele la mareea staționară (când curentul de maree este nul) în timp ce velele erau desfășurate. Păcălită de acest lucru, escadra lui Russell a fost îndepărtată și dusă de valul mareic până când au ancorat și ei, acum în afara focului, oferindu-le francezilor un moment de pauză. Navele lui Shovell, înaintea francezilor la maree, ancoraseră și ele, poate prevăzând manevra francezilor sau poate căutând ele însele un moment de pauză; doar Sandwich 90 (Roșu 24) a fost nepregătită și a fost luată pe sus de flux și aruncată prin linia franceză, fiind serios avariată a suferit multe pierderi, inclusiv căpitanul ei.
7 pm
La ora 7 vântul sufla din nou, dinspre sud-est, permițând Escadrei Albastre Englezești să intre în luptă. Datorită precedentelor manevre ale lui Ashby, divizia lui Rooke era acum aproape de mult lovita Escadră Roșie, și se alătură luptei.
Neptune 96 (Albastru 24, nava lui Rooke), Windsor Castle 90 (Albastru 25) și Expedition 70 (Albastru 26) au putut deschide focul asupra navelor franceze, în special asupra lui Soleil Royal și lui Ambitieux, mărind daunele deja suferite de acestea. Ashby, pe Victory 100 (Albastru 14) și restul diviziei sale au intrat în luptă la scurt timp după, angajând corpul principal pentru următoarele 2 ore.
8 pm
Navele lui Shovell erau încă în raza francezilor, dar se aflau cu pupa spre prova francezilor, astfel că doar câteva tunuri au putut fi folosite de ambele părți. Din poziția sa în susul fluxului, Shovell a încercat să spargă formația francezilor trimițând nave incendiare asupra lor odată cu valul mareic; intenția sa era să îl forțeze pe Tourville să își taie cablul ancorelor pentru a scăpa de ele, lăsându-l în derivă cu fluxul către tunurile lui Russell. Patru nave incendiare au fost eliberate, dar francezii au putut să se ferească de ele. O navă incendiară s-a încurcat cu Perle, dar echipajul acesteia a reușit să o elibereze; o alta, eliberată de Cambridge 70 și țintită către Soleil Royal, s-a apropiat atât de mult încât a forțat nava amiral franceză să își taie ancora, dar aceasta a reușit să se reancoreze înainte de a intra în raza de acțiune a navelor lui Russell.
9 pm
Pe la ora 9 Shovell și Rooke au decis că poziția lor era prea expusă ca să mai rămână pe loc. Având singurele nave dintre flota franceză și marea deschisă și neavând contact cu restul flotei aliatei, ei au decis să folosească sfârșitul valului mareic pentru a trece prin flota franceză și a se reuni cu linia englezească. Mărturiile franceze contemporane prezintă această manevră ca o greșeală, deoarece poziția lor îl punea într-o oarecare dificultate pe Tourville, dar este admisibil că dacă întreaga flotă franceză ar fi tăbărât pe ei odată cu refluxul, i-ar fi copleșit. Ca atare, manevra nu era lipsită de dificultate; toate navele lor au fost expuse de aproape focului către pupa și au suferit avarii severe.

### Noaptea
10 pm
La ora 10 bătălia era aproape încheiată. Ambele părți erau epuizate și majoritatea navelor erau avariate, multe serios. În mod uimitor, nici una dintre navele liniilor nu a fost pierdută; nici una nu a fost scufundată sau capturată. Shovell a epuizat 4 dintre navele sale incendiare fără nici un rezultat și o alta a ars mai devreme după ce a fost lovită de tunuri; acestea puteau fi văzute arzând noaptea și au fost notate de căpitanul lui Monmouth în jurnalul de bord. Ambele părți au raportat o mare explozie în jurul acestei ore, dar toți au crezut că era o navă din flota opusă. Oricare navă ar fi fost implicată, nu a fost fatal deoarece după bătălie toate navele din ambele linii au fost prezente la apel. La întoarcerea mareei, la lumina lunii, Tourvile a dat ordinul ca flota franceză să își taie cablurile ancorelor și să se lase duse în derivă; aliații au urmat-o pe cât posibil.

## Urmărirea
La 20/30 mai retragerea francezilor a fost încetinită de vânt și maree și de faptul că, datorită preocupărilor de cost a Ministrului Naval francez, multe dintre nave aveau ancore necorespunzătoare pentru a rezista puternicelor valuri mareice din zonă. De asemenea, era și lipsa unui port fortificat la Cherbourg. Probabil că Tourville a încercat prea mult timp să își salveze magnifica navă amiral, Soleil Royal, dar în cele din urmă și-a dat seama că era fără speranță și și-a mutat steagul pe Ambitieux, nava lui Villette Mursay.
Zorii dimineții de 20/30 mai găsi flota franceză împrăștiată în grupuri pe o suprafață întinsă. La Nord de scena bătăliei și îndreptându-se spre Nord se aflau Gabaret și Langeron cu 4 nave între ei. Mai târziu în acea zi ei au ocolit coasta engleză și s-au îndreptat spre Atlantic. În cele din urmă vor ajunge în siguranță la Brest. La Sud, Nesmond se îndrepta cu 6 nave spre Sud-Est către coasta normandă. Două dintre aceastea vor eșua la St Vaast la Hougue, în timp ce alte două vor intra mai târziu în Le Havre, unde Entendu naufragie la întrarea în port. Cu celelalte două nave rămase, Monarque și Aimable, Nesmond trecu prin strâmtoarea Dover, ocoli prin Nord Anglia și ajunse în cele din urmă în siguranță la Brest. Spre Vest s-a îndreptat corpul principal în 3 grupe: Villete era în față cu 15 nave, urmat de d’Amfreville cu 12 și Tourville în ariergardă cu 7. În timpul zilei francezii au reușit să se îndepărteze, dar Tourville a fost împiedicat de eforturile sale de a-și salva nava Soleil Royal, care era într-o condiție deplorabilă. Mai târziu în aceiași zi Tourville a recunoscut acest lucru și și-a mutat steagul pe Ambitieux.
În urmărire era Philips van Almonde și flota olandeză, cu diferite divizii englezești împrăștiate în spatele său. Multe dintre acestea, mai ales cele ale Escadrei Roșii, erau împiedicate de avarii și au rămas în urmă, lăsându-i pe Almonde și pe Ashby să se apropie de francezi către sfârșitul zilei. Russell a fost obligat să detașeze 3 nave pentru a le trimite în port pentru reparații. Mai târziu acestea au zărit grupul lui Gabaret, dar nici unul nu a atacat. Shovell a trebuit să își mute steagul pe Kent datorită avariilor navei sale Royal William, în timp ce avariile navei lui Russell, Britannia, au încetinit serios divizia acestuia.
La 21/31 mai flota franceză era ancorată lângă Capul La Hague împotriva mareei. Contingentul din frunte, 21 nave sub Pannetier, ocolise capul și se afla în Rada Alderney, în timp ce restul, 13 nave cu Tourville și ceilalți amirali, se aflau la Est. De vreme ce vremea se înrăutățea, aceste nave au început să își târască ancorele și au fost forțate să își taie cablurile ancorelor și să fugă în fața vântului și a fluxului. Trei dintre cele mai avariate au fost forțate să eșueze la Cherbourg; restul de 10 nave au ajuns la St Vaas la Hougue unde au fost și ele eșuate, alăturându-se celor 2 din divizia lui Nesmond care erau eșuate deja. Russell și navele sale, împreună cu câteva din Escadra Albastră a lui Ashby, au mers în urmărirea lui, în timp ce Ashby și Almonde au continuat să urmărească îndeaproape grupul lui Pannetier.
Pentru a scăpa de flota aliată care îl urmărea, Panntier a ales să treacă prin hazardoasa Radă Alderney; a fost ajutat în această manevră de un localnic pe care l-a găsit în echipajul său, Hervé Riel, care a acționat ca pilot când piloții săi nu mai știau ce să facă. Almonde și Ashby nu au încercat să îl urmărească și au fost mai târziu criticați de Russell pentru că nu au facut-o, deși singurul amiral care știa acele ape, Carter, murise din cauza rănilor.
Almonde a încercat urmărirea ocolind cu escadra sa Alderney pe la Vest, dar întârzierea i-a permis lui Panntier să obțină un avans prea mare și Almonde abandonă cursa. Pannetier a ajuns mai târziu la Saint-Malo în siguranță, în timp ce Almonde și Ashby s-au întors spre Est pentru a se reuni cu Russell la La Hogue.
În timp ce Almonde și Ashby îl urmăreau pe Pannetier, Russell îl fugărea pe Tourville spre Est de-a  lungul coastei Cotentin. Fără ancore Tourville nu putea face altceva decât să își eșueze navele, lucru pe care îl reuși, lăsând 3 la Cherbourg și ducându-le pe restul de 12 la St Vaast la Hougue.

## Atacul de la Cherbourg (21-22 mai/1-2 iunie 1692)
În timpul urmăririi flotei franceze după bătălia de la Barfleur, 3 dintre cele mai avariate nave franceze, Soleil Royal 104, Admirable 90 și Triomphant 76, însoțite de 2 fregate, de 24 și 20 tunuri, și de o navă incendiară, au căutat adăpost la Cherbourg. Au fost aruncate pe plajă în fața orașului, deoarece portul nu era potrivit pentru ele. Russell l-a detașat pe Delaval, vice-amiralul său, să atace și să le distrugă. Delaval luă poziție în fața Cherbourgului și atât de multe nave din flota engleză i s-au alăturat încât comanda sa a devenit nesustenabilă. Păstrând 11 nave, majoritatea nave mai mici de categoria 3 și 4, a trimis restul de 16 nave să i se alăture lui Russell în urmărirea lui Tourville și a corpului principal al flotei franceze.

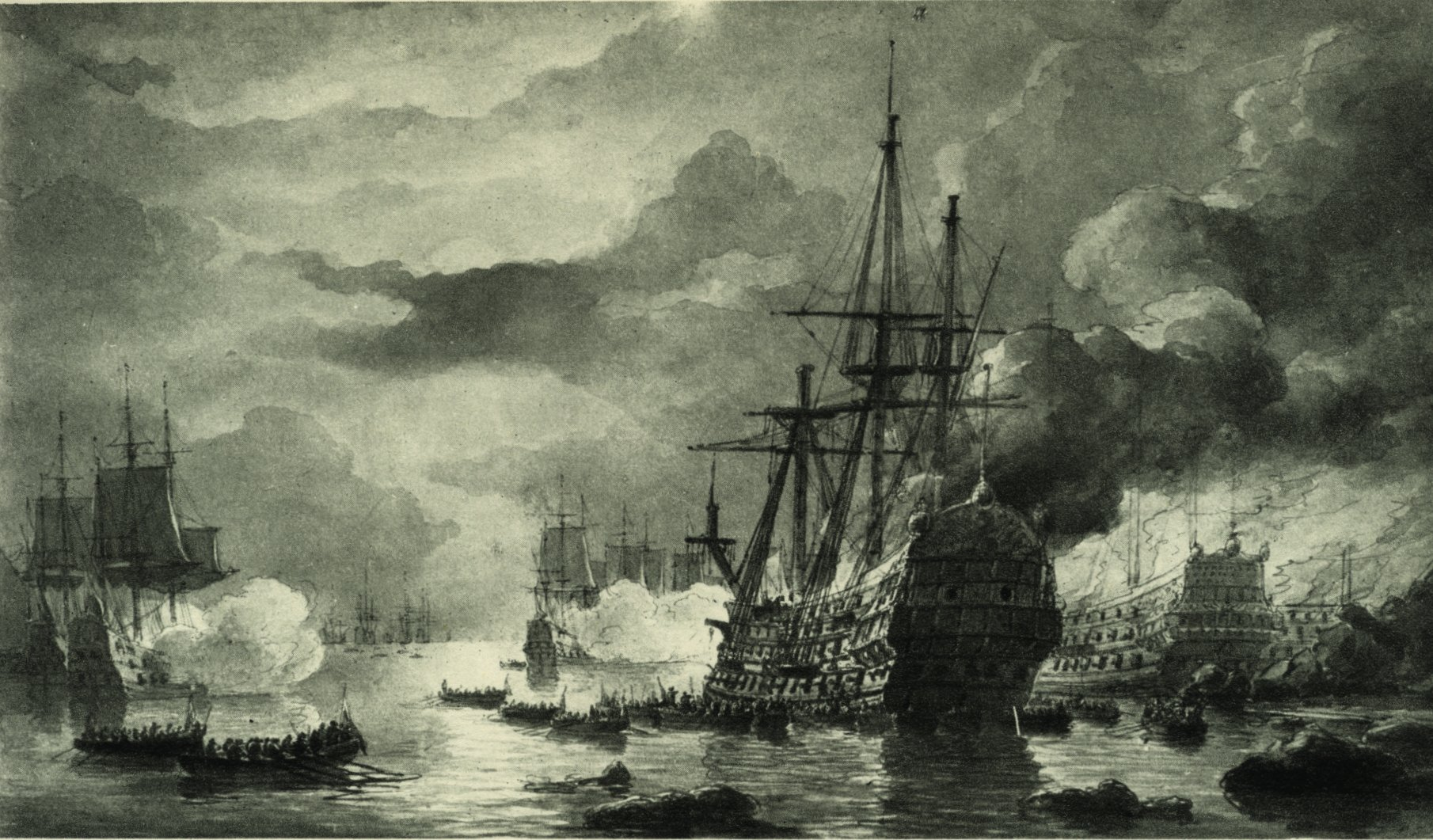
Nava-amiral franceză Soleil Royal este incendiată la Cherbourg.

Transferându-și steagul de pe Royal Sovereign 100 pe mai manevrabila St Albans 50, Delaval a pornit primul său atac în dimineața de 21 mai. Francezii făcuseră eforturi serioase de a-și proteja navele; acestea erau eșuate cu catargele către mare, pentru a crea un obsacol atacatorilor, tunurile lor erau manevrate de servanți și erau protejate de baterii de pe uscat, Soleil Royal de bateria de la Fosse du Galet, celelalte două mai spre Est de tunurile a două turnuri de coastă.
Trimițând înainte nave pentru a măsura adâncimea apei, în dimineața zilei de 21 mai Delaval se apropie cu St Albans  și cu Ruby 50 pentru a bombarda navele și fortul, dar focul întors de francezi a fost atât de puternic încât după o oră și jumătate a fost forțat să se retragă.
În dimineața de 22 mai Delaval a încercat din nou, trimițând navele St Albans și Advice 50 pentru a-l bombarda pe Admirable, în timp ce el însuși (acum pe Grafton 70) le atacă pe celelalte, sprijinit de Monk 60 și de un grup de nave de categoria 3 și 4. Totuși Monk și colegele sale nu aveau pescajul destul de mic la reflux pentru a se putea apropia și au fost forțate să se retragă.
La ora 1 după-amiază la flux, Delaval a făcut a treia încercare, de această dată folosind nave incendiare cu echipaje de abordaj în bărci. Soleil Royal a fost lovită de nava incendiară Blaze, căpitanul ei (Thomas Heath) aducând-o pe aceasta până la o distanță de pistol înainte de a-i da foc și apoi abandonând-o, în timp ce Triomphant a fost arsă de nava incendiară Wolf, al cărei căpitan (James Greenway) a așezat-o  de-a lungul navei înainte de a-i da foc. Totuși, a treia navă incendiară, Hound, a fost aprinsă de focul tunurilor și a ars înainte de a ajunge la Admirable, astfel că Delaval și-a condus bărcile și a abordat-o. Căpitanul ei, Beaujeu, și echipajul au fost forțați să o abandoneze, dar aproximativ 40 oameni din echipaj, majoritatea răniți, au fost luați prizonieri; nava a fost incendiată, împreună cu cele 2 fregate și o navă incendiară care erau cu ea.
Delaval a obținut un succes clar cu puține victime, iar mai târziu în acea după-amiază a pornit pe mare pentru a se reuni cu flota la La Hogue.
Nave implicate
Englezi: 11 nave de linie + auxiliare
dintre navele de linie au fost prezente St Albans 50, Grafton 70, Burford 70, Advice 50, Monk 60, Ruby 50
Francezi: 3 nave de linie + auxiliare
Soleil Royal 104, Admirable 90, Triomphant 76

## Atacul de la La Hogue	(21-24 mai/1-4 iunie 1692)
Flota lui Tourville de nave avariate grav a fost împinsă de vânt și maree pe coasta peninsulei Cotentin, urmărită de flota engleză a lui Russell. Trei dintre cele mai avariate au fost aruncate pe plaja din Cherbourg, unde au fost atacate și distruse de escadra engleză a vice-amiralului Delaval. Restul de 10 nave franceze, cu Tourville și 4 dintre amiralii săi, au coborât  mai departe pe coastă pentru a fi eșuate în seara de 21 mai (1 iunie) în afara micului port Saint-Vaast-la-Hogue.

### Situația la 21 mai 1692
Acesta era locul unde francezii adunaseră o armată sub comanda lui Iacob al II-lea și o flota de nave de transport pentru invadarea Angliei. Forța lui Tourville s-a alăturat altor 2 nave care se retrăseseră din bătălie împreună cu Nesmond (Bourbon 68 și Saint-Louis 64) și care au fost eșuate la La Hogue cu o zi înainte. Navele au fost puse pe uscat în 2 grupuri pe plaja întinsă pe ambele părți ale orașului. Pe plaja din Nord, între oras și mica insulă mareică Tatihou, se aflau Ambitieux 96 (nava lui Villette Mursay și Tourville), Merveilleux 90 (d’Amfreville), Foudroyant 84 (Relingue) și Magnifique 86 (Coetlogon). Împreună cu ele era și mai micul St Philippe 84 iar mai departe spre mal pe Tatihou era Terrible 80. Aceste nave erau acoperite de bateriile de uscat de la Fortul d’Islet, pe Tatihou (44 tunuri în total) și de platforme amplasate de armată pe malul nordic.
Pe plaja din Sud, sub ochii lui Iacob și ai armatei sale, la Morsalines, se aflau Bourbon 68 și Saint-Louis 64 din divizia lui Nesmond, și Fier 80, Tonnant 80, Gaillard 68 și Fort 60, care au venit cu Tourville. Ele erau acoperite de cele 68 tunuri ale Fortului St.Vaast și de artileria de pe platformele de pe mal. De asemenea, într-un mic port numit La Hougue, care se afla în spatele orasului St.Vaast și sub tunurile fortului, era flota de nave de transport pregătită pentru invazie. Flota era protejată și de 200 bărci și 3 galere cu rame prevăzute fiecare cu 12 tunuri, deși oferta lui Iacob de a staționa trupe pe ambarcațiuni pentru a le apăra de abordaj nu a fost primită.

### Pregătirile din 22 mai
Flota engleză sub Russell începuse să sosească în seara de 21 mai; restul flotei s-a alăturat în timpul nopții și în următoarele 2 zile. Russell a organizat imediat o escadră costieră sub contra-amiralul Shovell pentru a ataca pozițiile franceze, dar Shovell s-a prăbușit mai târziu datorită rănilor primite la Barfleur și a fost înlocuit de contra-amiralul George Rooke, în timp ce apele din jurul St Vaast și La Hogue au fost sondate (lucru care ocupă aproape toată ziua de 22 mai) astfel că asaltul nu a putut porni decât a doua zi. În aceiași zi de 22 mai Russell a organizat sub comanda sa navele de categoria 3 și 4 pentru a forma o linie de blocadă a interiorului, în timp ce navele mai mari de categoria 1 și 2 au fost puse să organizeze șalupe și echipaje de abordaj. Danby era nerăbdător de a lua parte la atac și apelă mai întâi la Shovell și apoi la Rooke. La atac lui i s-a oferit comanda grupului de șalupe care au pătruns mai mult spre uscat.

### Primul atac 23 mai
La ora 6am din 23 mai navele din escadra de interior au primit ordinul să atace corăbiile de pe plaja din Nord. După un bombardament preliminar șalupele au fost detașate și pe la 8.30am una dintre navele incendiare s-a prins de Terrible, aflată într-o poziție mai expusă.  Găsind nava abandonată, căpitanul navei incendiare s-a abținut să își aprindă propria navă, în schimb a abordat pe Terrible și a pus focuri folosind ce materiale a găsit la îndemână; a fost felicitat pentru că și-a salvat încărcătura pentru o ocazie mai bună. Între timp șalupele s-au apropiat de alte nave. Erau însoțite de o altă navă incendiară, care a atras focul bateriilor franceze; navele de susținere au contraatacat, eliminând platformele de tunuri franceze, prea expuse să mai continue. Una dintre șalupe, de pe Eagle, a eșuat pe țărm și a fost atacată de cavaleria franceză; într-o întâlnire deosebit de neobișnuită, unul dintre călăreți a fost tras jos de un marinar cu un cârlig de barcă, înainte ca șalupa să fie repusă pe apă. Rezistența s-a topit pe măsură ce atacul a continuat iar marinarii englezi au putut să abordeze și să incendieze celelalte mari nave.

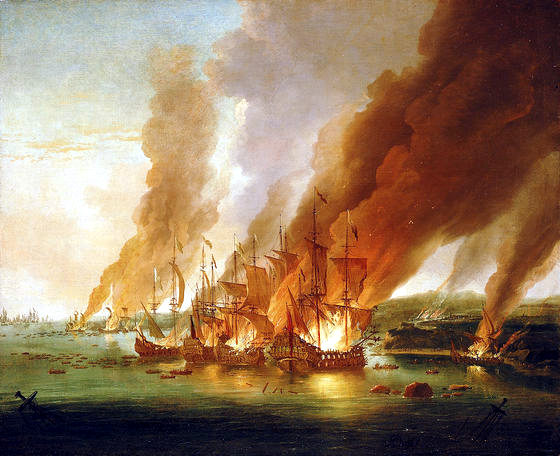
Navele de linie franceze sunt incendiate în Atacul de la Hougue, tablou de Adriaen van Diest.

### Al doilea atac 24 mai
Al doilea atac a început la ora 5am pe data de 24 mai atunci când Rooke și-a trimis din nou șalupele pentru a ataca cele șase mari nave de pe plaja din Sud. Sprijinit de focul tunurilor de pe Deptford și Crown, și cu ajutorul imediat al navelor Charles și Greyhound, ambele cu vâsle, marinarii englezi au reușit să abordeze și să incendieze toate cele șase nave. Marinarii francezi și trupele de pe uscat erau la acel moment demoralizați și abandonaseră navele opunând puțină rezistență în fața atacului determinat al englezilor. Acest episod a fost văzut de către Iacob al II-lea, care privea din tabăra sa de la Marsaline; a fost atât de  impresionat încât a remarcat, cu lipsa de tact care îl caracteriza, „Numai englezoii meu ar fi putut să facă așa ceva!”

### Al treilea atac 24 mai
Rooke văzu acum o șansă de a profita de succesul său pentru a ataca odată cu fluxul navele de transport din portul La Hougue. Șalupele comandate de Rooke și urmate de 2 nave incendiare aflate la remorcă, au intrat în port odată cu valul mareic, în ciuda focului tunurilor din forturi și de pe nave. Ambele nave incendiare au eșuat în apele mici de sub forturi și au fost arse fără nici un rezultat, dar mai multe corăbii din port au fost abordate și incendiate, majoritatea nave de transport, dar și o navă de război de categoria 4 sau 5 și un ponton. Mai multe alte nave de transport au fost capturate și luate de către englezi atunci când șalupele s-au retras odată cu refluxul, dar majoritatea navelor de transport erau prea in interiorul portului pentru a putea fi abordate și au scăpat fără avarii serioase.

### Încheiere
Astfel s-a încheiat atacul care a fost un succes complet pentru flota aliată; 12 nave de linie franceze și mai multe ambarcațiuni mici au fost distruse, cu pierderi aliate minime. Acțiunea a năruit și ultimele speranțe ale lui Iacob sau Ludovic de a porni o invazie în acel an.
Nave implicate
Englezi: în jur de 30 nave de linie dintre care
Escadra costieră: 14 nave de linie plus ambarcațiuni auxiliare alcătuită din
(nave de linie din Escadra Roșie) Eagle 70, Cichester 50, Greenwich 54, Swiftsure 70, Kent 70, Oxford 54, Cambridge 70
(nave de linie din Escadra Albastră) Deptford 50, Woolwich 54, Crown 50, Dreadnought 64, Stirling Castle 70, Warspite 70, Berwick 70, Resolution 70
Francezi: 12 nave de linie plus ambarcațiuni auxiliare
Bourbon 68, St. Louis 64, Gaillard 68, Terrible 80, Merveilleux 90, Tonnant 80, Foudroyant 84
Fort 60, Ambitieux 96, St. Philippe 84
Magnifique 86, Fier 80

## Concluzii
Împrăștierea flotei franceze a pus capăt planurilor de invazie iar victoria aliată a fost comemorată printr-o trecere în revistă a Flotei. Ca urmare a bătăliei, francezii au abadonat ideea de a obține superioritatea navală ca atare, adoptând în schimb strategia continentală pe ucat și urmărind un război împotriva comerțului pe mare (războiul de cursă).
Bătălia este privită diferit pe fiecare parte a Canalului. Englezii au văzut acțiunile ca o singură bătălie ce a durat 6 zile, numind-o Bătălia de la La Hogue sau pur și simplu Hogue. Pe de altă parte francezii au distins luptele în bătălii separate, de la Barfleur, Cherbourg și La Hougue. Totuși, alți observatori mai neutri, precum Mahan și Pemsel, au luat acțiunea per ansamblu, bătăliile navale pe o perioadă de mai multe zile nefiind neobișnuite în acele vremuri. Termenul de Bătălia de la Barfleur și La Hogue este o descriere de compromis al întregului eveniment.
Opinia englezilor că a fost o victorie decisivă, deși plauzibilă, este învechită. La început a fost larg sărbătorită, dar în vremea lui Mahan era văzută ca mai puțin importantă. Planul francez de invazie a fost distrus, dar La Hogue nu a fost o lovitură așa devastatoare pentru flota franceză precum s-a crezut înainte. Pierderile franceze au fost înlocuite rapid iar în anul următor Tourville a reușit să îi învingă pe aliați în Bătălia de la Lagos (1693). Deși francezii au abandonat planurile de invazie pentru restul conflictului și au adoptat războiul de cursă, acest lucru a fost dictat mai mult de politică decât de necesitate.
Totuși viziunea franceză asupra Bătăliei de la Barfleur ca o victorie este de asemenea lipsită de consistență. Luptele de la Cherbourg și La Hogue nu pot fi considerate decât înfrângeri, dar Barfleur nu poate fi privită ca o victorie. Obiectivul strategic de a concentra flota și de a prelua controlul asupra Canalului înainte ca flota aliată să fie adunată eșuase deja la 14/24 mai, iar oportunitatea de invazie s-a pierdut chiar dacă nu ar fi avut loc nici o bătălie navală. Din punct de vedere tactic, Tourville a reacționat excelent într-o situație dificilă. El s-a folosit cu măiestrie de maree, mai întâi pentru a-și scoate flota din luptă și mai apoi pentru a fugi, dar cum nu s-a pierdut nici o navă de ambele părți iar bătălia s-a încheiat cu trecerea lui Russell la urmărire, Bătălia de la Barfleur poate fi considerată cel mult indecisă.
Cu toate acestea istoricii au recunoscut îndemânarea, curajul și tenacitatea cu care francezii au luptat în acesată bătălie. Barfleur rămâne o bătălie cu care francezii se mândresc.

### Echilibrul naval după bătălie
Înfrângerile de la Barfleur, Cherbourg și La Hogue sunt privite aproape ca un sfârșit al încercării Franței de a obține supremația maritimă. Alții opinează că pierderea a 15 nave de linie nu putea pune capăt unei flote de 90. Într-adevăr, francezii încă mai aveau 70 nave de linie în porturile din Atlantic după La Hogue. Ar fi putut devia efortul de război și arma aceste 70 de nave, dar acestea nu ar fi fost suficiente pentru a reprezenta o provocare pentru anglo-olandezi. O astfel de flotă nouă ar fi fost constituită din 70 nave de linie, dintre care 12 de peste 80 de tunuri. Acestea ar fi trebuit să înfrunte o flotă anglo-olandeză de 99 nave de linie, dintre care 28 de peste 80 tunuri. Pierderea a 11 nave de linie de peste 80 de tunuri a făcut ca francezii să fie dezavantajați calitativ și nu mai puteau spera la o victorie imediată într-o confruntare generală.
Luând în considerare timpul normal necesar construirii de nave noi, Bătălia de la Barfleur a decis cine va deține supremația pe mare pentru următorii câțiva ani. Aceste efect al Bătăliei de la Barfleur a fost amplificat de faptul că în anii de după Barfleur c30 nave engleze și c12 olandeze, care fuseseră comandate dupa 1688, au început să intre în serviciu activ. De partea franceză au intrat în serviciu mai puține nave noi, chiar dacă până în 1694 au fost înlocuite toate pierderile din această bătălie iar flota franceză era mai puternică decât în 1692: 25 nave de linie mai mari și mai puternic armate decât cele pierdute la La Hougue și Cherbourg . Restaurarea situației așa cum fost înainte de Barfleur ar fi însemnat comandarea a 50 nave de linie noi și așteptarea a cel puțin 3 ani pentru ca acestea să fie finalizate. Pe lângă efortul financiar pe care l-ar fi cauzat, Franța probabil nu putea furniza destul lemn necesar navelor.
Cu puțin timp înainte de Barfleur, Franța a cucerit Namur și, prin urmare, spera să-și distrugă inamicii pe uscat. Până în 1693 Ludovic al XIV-lea a renunțat la efortul său de a-l restaura pe Iacob al II-lea pe tronul Angliei, astfel nemaiavând nevoie de o flotă numeroasă în marea sa strategie. Iarna dură din 1693-1694 și criza economică fără precedent care a izbucnit apoi au secătuit finanțele Regelui Soare . În aceste circumstanțe, și presupunând că era normal să spere să câștige pe uscat, decizia franceză de a se retrage din cursa navală a fost, deci, corectă. Speranța victoriei pe uscat diminua efectele Barfleur-ului. Victoria așteptată pe uscat trebuia să vină în câțiva ani, altfel efectul economic de la Barfleur ar anihila economia ce susținea armata.

## Forțele navale prezente în Bătălia de la Barfleur
| FLOTA FRANCEZĂ (De Tourville)                                                 | FLOTA FRANCEZĂ (De Tourville)                                                 | FLOTA FRANCEZĂ (De Tourville)                                                 | FLOTA FRANCEZĂ (De Tourville)                                                           | FLOTA ANGLO-OLANDEZĂ (Russell)                                                 | FLOTA ANGLO-OLANDEZĂ (Russell)                                                 | FLOTA ANGLO-OLANDEZĂ (Russell)                                                 | FLOTA ANGLO-OLANDEZĂ (Russell)                                                                              |                                                                                |                                                                                |                                                                                |                                                                                |
| ESCADRA ALBASTRĂ ȘI ALBĂ (D'Amfreville)                                       | ESCADRA ALBASTRĂ ȘI ALBĂ (D'Amfreville)                                       | ESCADRA ALBASTRĂ ȘI ALBĂ (D'Amfreville)                                       | ESCADRA ALBASTRĂ ȘI ALBĂ (D'Amfreville)                                                 | ESCADRA ALBĂ (Van Almonde)                                                     | ESCADRA ALBĂ (Van Almonde)                                                     | ESCADRA ALBĂ (Van Almonde)                                                     | ESCADRA ALBĂ (Van Almonde)                                                                                  | Nave aliate aflate în spatele liniei                                           | Nave aliate aflate în spatele liniei                                           | Nave aliate aflate în spatele liniei                                           | Nave aliate aflate în spatele liniei                                           |
| ----------------------------------------------------------------------------- | ----------------------------------------------------------------------------- | ----------------------------------------------------------------------------- | --------------------------------------------------------------------------------------- | ------------------------------------------------------------------------------ | ------------------------------------------------------------------------------ | ------------------------------------------------------------------------------ | --- | ------------------------------------------------------------------------------ | ------------------------------------------------------------------------------ | ------------------------------------------------------------------------------ | ------------------------------------------------------------------------------ |
| Navă                                                                          | Tunuri                                                                        | Echipaj                                                                       | Căpitan                                                                                 | Navă                                                                           | Tunuri                                                                         | Echipaj                                                                        | Căpitan | Navă                                                                           | Tunuri                                                                         | Echipaj                                                                        | Căpitan                                                                        |
| Prima divizie (Nesmond)                                                       | Prima divizie (Nesmond)                                                       | Prima divizie (Nesmond)                                                       | Prima divizie (Nesmond)                                                                 | Avangarda (Callenburgh)                                                        | Avangarda (Callenburgh)                                                        | Avangarda (Callenburgh)                                                        | Avangarda (Callenburgh)                                                                                     |                                                                                |                                                                                |                                                                                |                                                                                |
|                                                                               |                                                                               |                                                                               |                                                                                         | Zeven Provincien (M)                                                           | 76                                                                             | 400                                                                            | Evert de Liefde                                                                                             |                                                                                |                                                                                |                                                                                |                                                                                |
|                                                                               |                                                                               |                                                                               |                                                                                         | Admiraal Generaal (M)                                                          | 84                                                                             | 500                                                                            | Schout-bij-Nacht Philips van der Goes (1651-1707)                                                           |                                                                                |                                                                                |                                                                                |                                                                                |
|                                                                               |                                                                               |                                                                               |                                                                                         | Veluwe (M)                                                                     | 64                                                                             | 335                                                                            | Cornelis van Brakel                                                                                         |                                                                                |                                                                                |                                                                                |                                                                                |
| Bourbon                                                                       | 68                                                                            | 400                                                                           | Cavalerul de Perrinet                                                                   | Medemblik (N)                                                                  | 50                                                                             | 210                                                                            | Jan Visscher                                                                                                | Anna (A)                                                                       | 36                                                                             | 150                                                                            | Govert van Meppelen fregată                                                    |
| Monarque                                                                      | 90                                                                            | 700                                                                           | Chef d'escadre Marquis André de Nesmond (1640-1702) căpitan Cavalerul de Pontac         | Noorderkwartier (N)                                                            | 68                                                                             | 350                                                                            | Jan de Jongh                                                                                                | Wakende Boei (A)                                                               | 26                                                                             | 100                                                                            | Jan Varckenvisscher fregată                                                    |
| Aimable                                                                       | 70                                                                            | 430                                                                           | De Reals                                                                                | Kasteel van Medemblik (N)                                                      | 86                                                                             | 500                                                                            | Vice-admiraal Gerard Callenburg (1642-1722)                                                                 | Herder (N)                                                                     | 16                                                                             | 60                                                                             | Meijndert de Boer fregată mică                                                 |
| Saint Louis                                                                   | 64                                                                            | 380                                                                           | De la Roque-Persin                                                                      | Riddeschap van Holand (M)                                                      | 72                                                                             | 375                                                                            | Johan van Convent                                                                                           | Wijnbergen (M)                                                                 | ?                                                                              | 22                                                                             | Jan Freriks Presser navă incendiară                                            |
| Diamant                                                                       | 60                                                                            | 350                                                                           | Cavalerul de Feuquieres                                                                 | Harderwijk (A)                                                                 | 44                                                                             | 175                                                                            | Justus van Hoogenhoek                                                                                       | Fenix                                                                          | ?                                                                              | 28                                                                             | Willem Gerritsz Klein navă incendiară                                          |
|                                                                               |                                                                               |                                                                               |                                                                                         | Keurvorst van Brandenburg (A)                                                  | 92                                                                             | 500                                                                            | Hendrik van Toll                                                                                            |                                                                                |                                                                                |                                                                                |                                                                                |
| A doua divizie (D'Amfreville)                                                 | A doua divizie (D'Amfreville)                                                 | A doua divizie (D'Amfreville)                                                 | A doua divizie (D'Amfreville)                                                           | Centrul (Van Almonde)                                                          | Centrul (Van Almonde)                                                          | Centrul (Van Almonde)                                                          | Centrul (Van Almonde)                                                                                       |                                                                                |                                                                                |                                                                                |                                                                                |
|                                                                               |                                                                               |                                                                               |                                                                                         | Amsterdam (A)                                                                  | 64                                                                             | 325                                                                            | Cornelis van der Zaan                                                                                       |                                                                                |                                                                                |                                                                                |                                                                                |
|                                                                               |                                                                               |                                                                               |                                                                                         | Prinses Maria (A)                                                              | 92                                                                             | 500                                                                            | Vice-admiraal Gilles Schey (1644-1703)                                                                      | Raadhuis van Haarlem (A)                                                       | 38                                                                             | 150                                                                            | Hendrik de Veer fregată                                                        |
| Gaillard                                                                      | 68                                                                            | 350                                                                           | Cavalerul d'Amfreville                                                                  | Schattershoef (A)                                                              | 50                                                                             | 210                                                                            | Graaf Jan Gerrit van Wassenaer                                                                              | Batavier (A)                                                                   | 26                                                                             | 100                                                                            | Jolle Jolleszoon fregată                                                       |
| Terrible                                                                      | 80                                                                            | 500                                                                           | Contele de Sebeville                                                                    | Elswoud (A)                                                                    | 72                                                                             | 375                                                                            | Graaf Lodewijk van Nassau                                                                                   | Bruinvisch (A)                                                                 | 18                                                                             | 75                                                                             | Baron Jan van Nieulandfregată                                                  |
| Merveilleux                                                                   | 96                                                                            | 800                                                                           | Lieutenant-general Charles Davy d'Amfreville (1628-1692) căpitan Cavalerul de Mons      | Prins Willem (A)                                                               | 92                                                                             | 540                                                                            | Luitenant-admiraal Philips van Almonde (1644-1711)                                                          | Stromboli (A)                                                                  | 6                                                                              | 22                                                                             | Jan Herman van Troijen navă incendiară                                         |
| Tonnant                                                                       | 80                                                                            | 500                                                                           | Contele de Sebeville                                                                    | Slot Muiden (A)                                                                | 72                                                                             | 375                                                                            | Gerard van der Dussen                                                                                       | Berg Etna (A)                                                                  | 6                                                                              | 22                                                                             | Cornelis Pieter Schuijt navă incendiară                                        |
| Saint Michel                                                                  | 60                                                                            | 350                                                                           | Cavalerul de Villars                                                                    | Edam (A)                                                                       | 40                                                                             | 165                                                                            | Graaf Christiaan Bernhard van Bentheim                                                                      | Vesuvius (A)                                                                   | 4                                                                              | 22                                                                             | Gilles Jansz Du Pon navă incendiară                                            |
| Sans Pareil                                                                   | 62                                                                            | 350                                                                           | De Ferville                                                                             | Westfriesland (N)                                                              | 88                                                                             | 475                                                                            | Schout-bij-Nacht Jan Gerritsz van Muys (1636-1699)                                                          |                                                                                |                                                                                |                                                                                |                                                                                |
|                                                                               |                                                                               |                                                                               |                                                                                         | Leiden (A)                                                                     | 64                                                                             | 325                                                                            | Pieter Klaasz Decker                                                                                        |                                                                                |                                                                                |                                                                                |                                                                                |
| A treia divizie (Relingues)                                                   | A treia divizie (Relingues)                                                   | A treia divizie (Relingues)                                                   | A treia divizie (Relingues)                                                             | Ariergarda (Van der Putten)                                                    | Ariergarda (Van der Putten)                                                    | Ariergarda (Van der Putten)                                                    | Ariergarda (Van der Putten)                                                                                 |                                                                                |                                                                                |                                                                                |                                                                                |
|                                                                               |                                                                               |                                                                               |                                                                                         | Vlaardingen (N)                                                                | 42                                                                             | 170                                                                            | Rutger Bucking                                                                                              |                                                                                |                                                                                |                                                                                |                                                                                |
|                                                                               |                                                                               |                                                                               |                                                                                         | Gelderland (M)                                                                 | 64                                                                             | 325                                                                            | Johan Willem van Rechteren                                                                                  |                                                                                |                                                                                |                                                                                |                                                                                |
|                                                                               |                                                                               |                                                                               |                                                                                         | Provincie van Utrecht (A)                                                      | 62                                                                             | 325                                                                            | Abraham Ferdinand van Zijll                                                                                 |                                                                                |                                                                                |                                                                                |                                                                                |
| Sérieux                                                                       | 64                                                                            | 380                                                                           | Marchizul de Blenac                                                                     | Eerste Edele (Z)                                                               | 74                                                                             | 400                                                                            | Andries de Boer                                                                                             | Zeijst (Z)                                                                     | 30                                                                             | 130                                                                            | Steven Wilschut fregată                                                        |
| Foudroyant                                                                    | 96                                                                            | 900                                                                           | Chef d'escadre Comte Ferdinand de Relingues (1630-1704) căpitan Hurant-Villusaint       | Koning William (Z)                                                             | 92                                                                             | 525                                                                            | Vice-admiraal Karel van der Putten (1634-1695)                                                              | Neptunus (A)                                                                   | 18                                                                             | 75                                                                             | Daniel Ronkszen fregată                                                        |
| Brillant                                                                      | 62                                                                            | 380                                                                           | Cavalerul de Combes                                                                     | Zeeland (A)                                                                    | 64                                                                             | 325                                                                            | Philips Schrijver                                                                                           | Etna (Z)                                                                       | 4                                                                              | 25                                                                             | Samuel Des Herbes navă incendiară                                              |
|                                                                               |                                                                               |                                                                               |                                                                                         | Ter Goes (Z)                                                                   | 54                                                                             | 225                                                                            | Maarten Barentsz Boom                                                                                       | Zes Gebroeders (A)                                                             | 6                                                                              | 22                                                                             | Simon Jacobsz de Jongh navă incendiară                                         |
|                                                                               |                                                                               |                                                                               |                                                                                         | Zeelandia (Z)                                                                  | 90                                                                             | 500                                                                            | Schout-bij-Nacht Geleyn Evertsen (1655-1721)                                                                |                                                                                |                                                                                |                                                                                |                                                                                |
|                                                                               |                                                                               |                                                                               |                                                                                         | Ter Veere (Z)                                                                  | 62                                                                             | 325                                                                            | Cornelis J. Mosselman                                                                                       |                                                                                |                                                                                |                                                                                |                                                                                |
| ESCADRA ALBĂ (Tourville)                                                      | ESCADRA ALBĂ (Tourville)                                                      | ESCADRA ALBĂ (Tourville)                                                      | ESCADRA ALBĂ (Tourville)                                                                | ESCADRA ROȘIE (Russell)                                                        | ESCADRA ROȘIE (Russell)                                                        | ESCADRA ROȘIE (Russell)                                                        | ESCADRA ROȘIE (Russell)                                                                                     | Nave incendiare aliate aflate în spatele liniei                                | Nave incendiare aliate aflate în spatele liniei                                | Nave incendiare aliate aflate în spatele liniei                                | Nave incendiare aliate aflate în spatele liniei                                |
| Navă                                                                          | Tunuri                                                                        | Echipaj                                                                       | Căpitan                                                                                 | Navă                                                                           | Tunuri                                                                         | Echipaj                                                                        | Căpitan | Navă                                                                           | Tunuri                                                                         | Echipaj                                                                        | Căpitan                                                                        |
| Prima divizie (Villete-Mursay)                                                | Prima divizie (Villete-Mursay)                                                | Prima divizie (Villete-Mursay)                                                | Prima divizie (Villete-Mursay)                                                          | Avangarda (Dellavall)                                                          | Avangarda (Dellavall)                                                          | Avangarda (Dellavall)                                                          | Avangarda (Dellavall)                                                                                       |                                                                                |                                                                                |                                                                                |                                                                                |
|                                                                               |                                                                               |                                                                               |                                                                                         | Saint Michael                                                                  | 90                                                                             | 602                                                                            | Thomas Hopsonn                                                                                              |                                                                                |                                                                                |                                                                                |                                                                                |
|                                                                               |                                                                               |                                                                               |                                                                                         | Lenox                                                                          | 70                                                                             | 422                                                                            | John Munden                                                                                                 |                                                                                |                                                                                |                                                                                |                                                                                |
| Fort                                                                          | 62                                                                            | 450                                                                           | Cavalerul de La Rongère                                                                 | Bonadventure                                                                   | 50                                                                             | 216                                                                            | John Hubbard                                                                                                | Extravagant*                                                                   | 10                                                                             | 41                                                                             | FLeetwood Emes                                                                 |
| Henri                                                                         | 64                                                                            | 380                                                                           | De La Rochalard                                                                         | Royal Katherine                                                                | 82                                                                             | 510                                                                            | Wolfran Cornwall                                                                                            | Wolf*                                                                          | 8                                                                              | 35                                                                             | James Greenway                                                                 |
| Ambitieux                                                                     | 96                                                                            | 650                                                                           | Lieutenant-general Marquis Philippe de Villette-Mursay (1627-1707) căpitan Saujon       | Royal Sovereign                                                                | 100                                                                            | 840                                                                            | Vice-admiral Ralph Delavall (1645-1707) căpitan Humphrey Sanders                                            | Vulcan                                                                         | 8                                                                              | 44                                                                             | Joseph Soames                                                                  |
| Couronne                                                                      | 76                                                                            | 525                                                                           | Cavalerul de Montbron                                                                   | Captain                                                                        | 70                                                                             | 396                                                                            | Henry Haughton                                                                                              | Hound*                                                                         | 8                                                                              | 43                                                                             | Thomas Foulis                                                                  |
| Maure                                                                         | 52                                                                            | 300                                                                           | Des Augers                                                                              | Centurion                                                                      | 50                                                                             | 209                                                                            | Francis Wyvill                                                                                              |                                                                                |                                                                                |                                                                                |                                                                                |
| Courageux                                                                     | 58                                                                            | 350                                                                           | Cavalerul de La Luzerne                                                                 | Burford                                                                        | 70                                                                             | 422                                                                            | Thomas Harlow                                                                                               |                                                                                |                                                                                |                                                                                |                                                                                |
| A doua divizie (Tourville)                                                    | A doua divizie (Tourville)                                                    | A doua divizie (Tourville)                                                    | A doua divizie (Tourville)                                                              | Centrul (Russell)                                                              | Centrul (Russell)                                                              | Centrul (Russell)                                                              | Centrul (Russell)                                                                                           |                                                                                |                                                                                |                                                                                |                                                                                |
|                                                                               |                                                                               |                                                                               |                                                                                         | Elizabeth                                                                      | 70                                                                             | 357                                                                            | Stafford Fairborne                                                                                          |                                                                                |                                                                                |                                                                                |                                                                                |
|                                                                               |                                                                               |                                                                               |                                                                                         | Rupert                                                                         | 66                                                                             | 252                                                                            | Basil Beuamont                                                                                              |                                                                                |                                                                                |                                                                                |                                                                                |
| Perle                                                                         | 52                                                                            | 300                                                                           | Cavalerul de Forbin                                                                     | Eagle                                                                          | 70                                                                             | 390                                                                            | John Leake                                                                                                  |                                                                                |                                                                                |                                                                                |                                                                                |
| Glorieux                                                                      | 64                                                                            | 380                                                                           | Cavalerul de Chateaumont                                                                | Chester                                                                        | 50                                                                             | 172                                                                            | Thomas Gillam                                                                                               |                                                                                |                                                                                |                                                                                |                                                                                |
| Conquérant                                                                    | 86                                                                            | 600                                                                           | Du Magnon                                                                               | Saint Andrew                                                                   | 96                                                                             | 780                                                                            | George Churchill                                                                                            | Flame                                                                          | 8                                                                              | 43                                                                             | James Stewart                                                                  |
| Soleil Royal                                                                  | 104                                                                           | 975                                                                           | Vice-amiral Comte Anne Contentin de Tourville (1642-1701) căpitani Desnotz și Chamelins | Britannia                                                                      | 100                                                                            | 940                                                                            | Admiral of the Fleet Sir Edward Russell (1653-1727) căpitan al flotei David Mitchell, căpitan John Fletcher | Vulture                                                                        | 8                                                                              | 37                                                                             | Hovenden Walker                                                                |
| Saint Philippe                                                                | 84                                                                            | 600                                                                           | Cavalerul d'Infreville                                                                  | London                                                                         | 96                                                                             | 780                                                                            | Matthew Aylmer                                                                                              | Spy                                                                            | 8                                                                              | 41                                                                             | John Norris                                                                    |
| Admirable                                                                     | 96                                                                            | 800                                                                           | Cavalerul de Beaujeu                                                                    | Greenwich                                                                      | 54                                                                             | 233                                                                            | Richard Edwards                                                                                             | Roebuck                                                                        | 8                                                                              | 45                                                                             | Francis Manley                                                                 |
|                                                                               |                                                                               |                                                                               |                                                                                         | Restoration                                                                    | 70                                                                             | 380                                                                            | James Gother                                                                                                |                                                                                |                                                                                |                                                                                |                                                                                |
|                                                                               |                                                                               |                                                                               |                                                                                         | Grafton                                                                        | 70                                                                             | 380                                                                            | William Bokenham                                                                                            |                                                                                |                                                                                |                                                                                |                                                                                |
|                                                                               |                                                                               |                                                                               |                                                                                         | Dragon                                                                         | 46                                                                             | 220                                                                            | William Vickars                                                                                             |                                                                                |                                                                                |                                                                                |                                                                                |
| A treia divizie (Langeron)                                                    | A treia divizie (Langeron)                                                    | A treia divizie (Langeron)                                                    | A treia divizie (Langeron)                                                              | Ariergarda (Shovell)                                                           | Ariergarda (Shovell)                                                           | Ariergarda (Shovell)                                                           | Ariergarda (Shovell)                                                                                        |                                                                                |                                                                                |                                                                                |                                                                                |
|                                                                               |                                                                               |                                                                               |                                                                                         | Hampton Court                                                                  | 70                                                                             | 434                                                                            | John Graydon                                                                                                |                                                                                |                                                                                |                                                                                |                                                                                |
|                                                                               |                                                                               |                                                                               |                                                                                         | Swiftsure                                                                      | 70                                                                             | 370                                                                            | Richard Clarke                                                                                              |                                                                                |                                                                                |                                                                                |                                                                                |
|                                                                               |                                                                               |                                                                               |                                                                                         | Saint Albans                                                                   | 50                                                                             | 280                                                                            | Richard Fitzpatrick                                                                                         |                                                                                |                                                                                |                                                                                |                                                                                |
| Content                                                                       | 68                                                                            | 400                                                                           | Cavalerul de Saint-Maure                                                                | Kent                                                                           | 70                                                                             | 401                                                                            | John Neville                                                                                                | Phaeton                                                                        | 8                                                                              | 40                                                                             | Robert Hancock                                                                 |
| Souverain                                                                     | 80                                                                            | 600                                                                           | Chef d'escadre Marquis Joseph de Langeron (1649-1711) căpitan De La Varenne             | Royal William                                                                  | 100                                                                            | 880                                                                            | Rear-admiral Sir Cloudesley Shovell (1650-1707) căpitan Thomas Jennings                                     | Fox*                                                                           | 8                                                                              | 33                                                                             | Thomas Killingworth                                                            |
| Illustre                                                                      | 70                                                                            | 420                                                                           | De Combes                                                                               | Sandwich                                                                       | 90                                                                             | 606                                                                            | Anthony Hastings                                                                                            | Strombolo                                                                      | 8                                                                              | 31                                                                             | Thomas Urry                                                                    |
| Modéré                                                                        | 52                                                                            | 350                                                                           | D'Evry                                                                                  | Oxford                                                                         | 54                                                                             | 275                                                                            | James Wishart                                                                                               | Hopewell*                                                                      | 8                                                                              | 45                                                                             | William Jumper                                                                 |
|                                                                               |                                                                               |                                                                               |                                                                                         | Cambridge                                                                      | 70                                                                             | 400                                                                            | Richard Lestock                                                                                             |                                                                                |                                                                                |                                                                                |                                                                                |
|                                                                               |                                                                               |                                                                               |                                                                                         | Ruby                                                                           | 50                                                                             | 200                                                                            | George Mees                                                                                                 |                                                                                |                                                                                |                                                                                |                                                                                |
| ESCADRA ALBASTRĂ (Gabaret)                                                    | ESCADRA ALBASTRĂ (Gabaret)                                                    | ESCADRA ALBASTRĂ (Gabaret)                                                    | ESCADRA ALBASTRĂ (Gabaret)                                                              | ESCADRA ALBASTRĂ (Ashby)                                                       | ESCADRA ALBASTRĂ (Ashby)                                                       | ESCADRA ALBASTRĂ (Ashby)                                                       | ESCADRA ALBASTRĂ (Ashby)                                                                                    | Nave incendiare aliate aflate în spatele liniei                                | Nave incendiare aliate aflate în spatele liniei                                | Nave incendiare aliate aflate în spatele liniei                                | Nave incendiare aliate aflate în spatele liniei                                |
| Navă                                                                          | Tunuri                                                                        | Echipaj                                                                       | Căpitan                                                                                 | Navă                                                                           | Tunuri                                                                         | Echipaj                                                                        | Căpitan | Navă                                                                           | Tunuri                                                                         | Echipaj                                                                        | Căpitan                                                                        |
| Prima divizie (Coetlogon)                                                     | Prima divizie (Coetlogon)                                                     | Prima divizie (Coetlogon)                                                     | Prima divizie (Coetlogon)                                                               | Avangarda (Carter)                                                             | Avangarda (Carter)                                                             | Avangarda (Carter)                                                             | Avangarda (Carter)                                                                                          |                                                                                |                                                                                |                                                                                |                                                                                |
|                                                                               |                                                                               |                                                                               |                                                                                         | Hope                                                                           | 70                                                                             | 362                                                                            | Henry Robinson                                                                                              |                                                                                |                                                                                |                                                                                |                                                                                |
| Excellent                                                                     | 60                                                                            | 350                                                                           | Du Rivau-Huet                                                                           | Deptford                                                                       | 50                                                                             | 240                                                                            | William Kerr                                                                                                |                                                                                |                                                                                |                                                                                |                                                                                |
| Prince                                                                        | 56                                                                            | 305                                                                           | Du Bagneux                                                                              | Essex                                                                          | 70                                                                             | 391                                                                            | John Bridges                                                                                                |                                                                                |                                                                                |                                                                                |                                                                                |
| Magnifique                                                                    | 86                                                                            | 600                                                                           | Chef d'escadre Chevalier Alain de Coetlogon (1647-1730) căpitan De l'Hery               | Duke                                                                           | 90                                                                             | 640                                                                            | Rear-admiral Richard Carter (?-1692) căpitan William Wright                                                 | Thomas & Elizabeth*                                                            | 10                                                                             | 33                                                                             | Edward Littleton                                                               |
| Laurier                                                                       | 64                                                                            | 380                                                                           | Cavalerul d'Hervault                                                                    | Ossory                                                                         | 90                                                                             | 590                                                                            | John Tyrrell                                                                                                | Vesuvius                                                                       | 8                                                                              | 43                                                                             | John Guy                                                                       |
|                                                                               |                                                                               |                                                                               |                                                                                         | Woolwich                                                                       | 54                                                                             | 270                                                                            | Christopher Myngs                                                                                           | Hunter                                                                         | 8                                                                              | 36                                                                             | Thomas Rooke                                                                   |
|                                                                               |                                                                               |                                                                               |                                                                                         | Suffolk                                                                        | 70                                                                             | 382                                                                            | Christopher Billop                                                                                          | Hawk                                                                           | 8                                                                              | 45                                                                             | William Harman                                                                 |
|                                                                               |                                                                               |                                                                               |                                                                                         | Crown                                                                          | 50                                                                             | 220                                                                            | Thomas Warren                                                                                               |                                                                                |                                                                                |                                                                                |                                                                                |
|                                                                               |                                                                               |                                                                               |                                                                                         | Dreadnought                                                                    | 64                                                                             | 309                                                                            | Thomas Coall                                                                                                |                                                                                |                                                                                |                                                                                |                                                                                |
|                                                                               |                                                                               |                                                                               |                                                                                         | Stirling Castle                                                                | 70                                                                             | 356                                                                            | Benjamin Walters                                                                                            |                                                                                |                                                                                |                                                                                |                                                                                |
|                                                                               |                                                                               |                                                                               |                                                                                         | Tiger prize                                                                    | 48                                                                             | 168                                                                            | Robert Sincock                                                                                              |                                                                                |                                                                                |                                                                                |                                                                                |
| A doua divizie (Gabaret)                                                      | A doua divizie (Gabaret)                                                      | A doua divizie (Gabaret)                                                      | A doua divizie (Gabaret)                                                                | Centrul (Ashby)                                                                | Centrul (Ashby)                                                                | Centrul (Ashby)                                                                | Centrul (Ashby)                                                                                             |                                                                                |                                                                                |                                                                                |                                                                                |
| Brave                                                                         | 58                                                                            | 350                                                                           | Cavalerul de Chalais                                                                    | Edgar                                                                          | 72                                                                             | 352                                                                            | John Torpley                                                                                                |                                                                                |                                                                                |                                                                                |                                                                                |
| Entendu                                                                       | 60                                                                            | 200                                                                           | De Ricoux                                                                               | Monmouth                                                                       | 70                                                                             | 395                                                                            | Robert Robinson                                                                                             |                                                                                |                                                                                |                                                                                |                                                                                |
| Triomphant                                                                    | 76                                                                            | 500                                                                           | De Machant-Belmont                                                                      | Duchess                                                                        | 90                                                                             | 680                                                                            | John Clements                                                                                               |                                                                                |                                                                                |                                                                                |                                                                                |
| Orgueilleux                                                                   | 94                                                                            | 650                                                                           | Lieutenant-general Marquis Jean Gabaret (1631-1697) căpitan Courbon-Blénac              | Victory                                                                        | 100                                                                            | 767                                                                            | Admiral Sir John Ashby (1640-1693) căpitan Edward Stanley                                                   | Speedwell                                                                      | 8                                                                              | 40                                                                             | Thomas Simonds                                                                 |
| Fier                                                                          | 80                                                                            | 600                                                                           | De La Harteloire                                                                        | Vanguard                                                                       | 90                                                                             | 580                                                                            | Christopher Manson                                                                                          | Etna                                                                           | 8                                                                              | 43                                                                             | Richard Carveth                                                                |
| Fleuron                                                                       | 56                                                                            | 350                                                                           | Cavalerul de Montgon                                                                    | Adventure                                                                      | 44                                                                             | 145                                                                            | Thomas Dilkes                                                                                               | Blaze*                                                                         | 8                                                                              | 45                                                                             | Thomas Heath                                                                   |
|                                                                               |                                                                               |                                                                               |                                                                                         | Warspite                                                                       | 70                                                                             | 340                                                                            | Caleb Grantham                                                                                              | Griffin                                                                        | 8                                                                              | 45                                                                             | Robert Partridge                                                               |
|                                                                               |                                                                               |                                                                               |                                                                                         | Montague                                                                       | 62                                                                             | 343                                                                            | Simon Foulks                                                                                                |                                                                                |                                                                                |                                                                                |                                                                                |
|                                                                               |                                                                               |                                                                               |                                                                                         | Defiance                                                                       | 64                                                                             | 324                                                                            | Edward Gurney                                                                                               |                                                                                |                                                                                |                                                                                |                                                                                |
|                                                                               |                                                                               |                                                                               |                                                                                         | Berwick                                                                        | 70                                                                             | 381                                                                            | Henry Martin                                                                                                |                                                                                |                                                                                |                                                                                |                                                                                |
| A treia divizie (Pannetier)                                                   | A treia divizie (Pannetier)                                                   | A treia divizie (Pannetier)                                                   | A treia divizie (Pannetier)                                                             | Ariergarda (Rooke)                                                             | Ariergarda (Rooke)                                                             | Ariergarda (Rooke)                                                             | Ariergarda (Rooke)                                                                                          |                                                                                |                                                                                |                                                                                |                                                                                |
|                                                                               |                                                                               |                                                                               |                                                                                         | Lion                                                                           | 60                                                                             | 249                                                                            | Robert Wiseman                                                                                              |                                                                                |                                                                                |                                                                                |                                                                                |
|                                                                               |                                                                               |                                                                               |                                                                                         | Northumberland                                                                 | 70                                                                             | 410                                                                            | Andrew Cotton                                                                                               |                                                                                |                                                                                |                                                                                |                                                                                |
| Courtisan                                                                     | 64                                                                            | 380                                                                           | De Colbert Saint-Marc                                                                   | Advice                                                                         | 50                                                                             | 193                                                                            | Charles Hawkins                                                                                             | Half Moon*                                                                     | 8                                                                              | 35                                                                             | John Knapp                                                                     |
| Grand                                                                         | 84                                                                            | 650                                                                           | Chef d'escadre Francois Pannetier (1637-1696) căpitan Cavalerul de Chamillard           | Neptune                                                                        | 96                                                                             | 682                                                                            | Vice-admiral Sir George Rooke (1650-1709) căpitan Thomas Gardiner                                           | Owner's Love                                                                   | 10                                                                             | 40                                                                             | John Perry                                                                     |
| Saint Esprit                                                                  | 74                                                                            | 380                                                                           | Roland de la Galissonniere                                                              | Windsor Castle                                                                 | 90                                                                             | 750                                                                            | Earl of Danby                                                                                               | Cadiz Merchant*                                                                | 12                                                                             | 45                                                                             | Robert Wynn                                                                    |
| Syrène                                                                        | 64                                                                            | 380                                                                           | De Quesne                                                                               | Expedition                                                                     | 70                                                                             | 430                                                                            | Edward Dover                                                                                                | Lightning                                                                      | 8                                                                              | 45                                                                             | Lawrence Keck                                                                  |
|                                                                               |                                                                               |                                                                               |                                                                                         | Monck                                                                          | 60                                                                             | 340                                                                            | Benjamin Hoskins                                                                                            |                                                                                |                                                                                |                                                                                |                                                                                |
|                                                                               |                                                                               |                                                                               |                                                                                         | Resolution                                                                     | 70                                                                             | 289                                                                            | Edward Good                                                                                                 |                                                                                |                                                                                |                                                                                |                                                                                |
|                                                                               |                                                                               |                                                                               |                                                                                         | Albermarle                                                                     | 90                                                                             | 655                                                                            | Sir Francis Wheler                                                                                          |                                                                                |                                                                                |                                                                                |                                                                                |
| Nave incendiare aflate în spatele liniei (distribuție necunoscută în escadre) | Nave incendiare aflate în spatele liniei (distribuție necunoscută în escadre) | Nave incendiare aflate în spatele liniei (distribuție necunoscută în escadre) | Nave incendiare aflate în spatele liniei (distribuție necunoscută în escadre)           | Alte nave aliate aflate în spatele liniei (distribuție necunoscută în escadre) | Alte nave aliate aflate în spatele liniei (distribuție necunoscută în escadre) | Alte nave aliate aflate în spatele liniei (distribuție necunoscută în escadre) | Alte nave aliate aflate în spatele liniei (distribuție necunoscută în escadre)                              | Alte nave aliate aflate în spatele liniei (distribuție necunoscută în escadre) | Alte nave aliate aflate în spatele liniei (distribuție necunoscută în escadre) | Alte nave aliate aflate în spatele liniei (distribuție necunoscută în escadre) | Alte nave aliate aflate în spatele liniei (distribuție necunoscută în escadre) |
| Dur                                                                           |                                                                               |                                                                               | Belliveau                                                                               | Falcon                                                                         | 42                                                                             | 180                                                                            | Nathaniel Browne                                                                                            |                                                                                |                                                                                |                                                                                |                                                                                |
| Bouttefeu                                                                     |                                                                               |                                                                               | Des Lauriers                                                                            | Mary Galley                                                                    | 34                                                                             | 160                                                                            | Richard Griffith                                                                                            |                                                                                |                                                                                |                                                                                |                                                                                |
| Dangereux                                                                     |                                                                               |                                                                               | Geraldin                                                                                | Charles Galley                                                                 | 32                                                                             | 180                                                                            | Joseph Waters                                                                                               |                                                                                |                                                                                |                                                                                |                                                                                |
| Dragon d'Or                                                                   |                                                                               |                                                                               | Roy                                                                                     | Portsmouth                                                                     | 32                                                                             | 135                                                                            | John Bridges (cel Tânăr)                                                                                    |                                                                                |                                                                                |                                                                                |                                                                                |
| Séditieux                                                                     |                                                                               |                                                                               | Moreau                                                                                  | Concord                                                                        | 30                                                                             | 45                                                                             | Ralph Crow navă spital                                                                                      |                                                                                |                                                                                |                                                                                |                                                                                |
| Favorite                                                                      |                                                                               |                                                                               | Tourteau                                                                                | Sally Rose                                                                     | 22                                                                             | 80                                                                             | Thomas Pound                                                                                                |                                                                                |                                                                                |                                                                                |                                                                                |
| Insensé                                                                       |                                                                               |                                                                               | Boisongé Maquerel                                                                       | Greyhound                                                                      | 16                                                                             | 75                                                                             | William Kiggins                                                                                             |                                                                                |                                                                                |                                                                                |                                                                                |
| Fâcheux                                                                       |                                                                               |                                                                               | Goulay de la Lande                                                                      | Saudadoes                                                                      | 16                                                                             | 75                                                                             | William Prower                                                                                              |                                                                                |                                                                                |                                                                                |                                                                                |
| Enflammé                                                                      |                                                                               |                                                                               | Couvière                                                                                | Fubbs                                                                          | 12                                                                             | 40                                                                             | John Guy iacht                                                                                              |                                                                                |                                                                                |                                                                                |                                                                                |
| Jolie                                                                         |                                                                               |                                                                               | Longchamps                                                                              | Salamander                                                                     | 10                                                                             | 35                                                                             | Thomas Pinder navă cu bombe                                                                                 |                                                                                |                                                                                |                                                                                |                                                                                |
| Éveillé                                                                       |                                                                               |                                                                               | Flayot                                                                                  | Shark                                                                          | 12                                                                             | 30                                                                             | Jedediah Barker brigantină                                                                                  |                                                                                |                                                                                |                                                                                |                                                                                |
|                                                                               |                                                                               |                                                                               |                                                                                         |                                                                                |                                                                                |                                                                                | | * nave incendiare arse în luptă                                                |                                                                                |                                                                                |                                                                                |